# Грот (архітектура)
Грот (фр. grotte від італ. grotta) — тип паркової споруди або архітектурної примхи: павільйон, що імітує природний грот, печеру, іноді у складі німфеуму.
Перші гроти з'явилися в італійському садово-парковому мистецтві епохи Відродження. У петрівську епоху гроти стали створюватися і в палацово-паркових ансамблях Російської імперії.

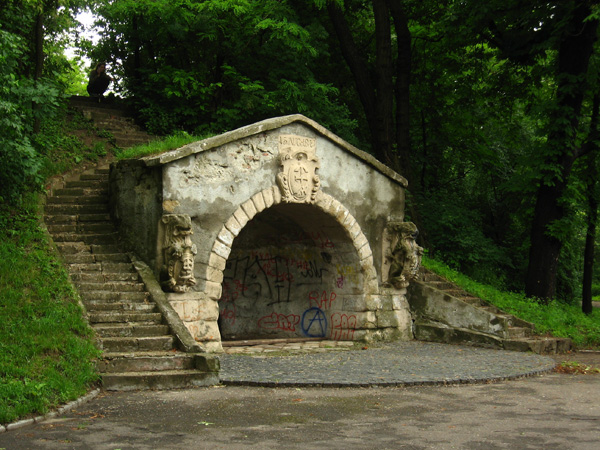
Грот в парку «Високий Замок»
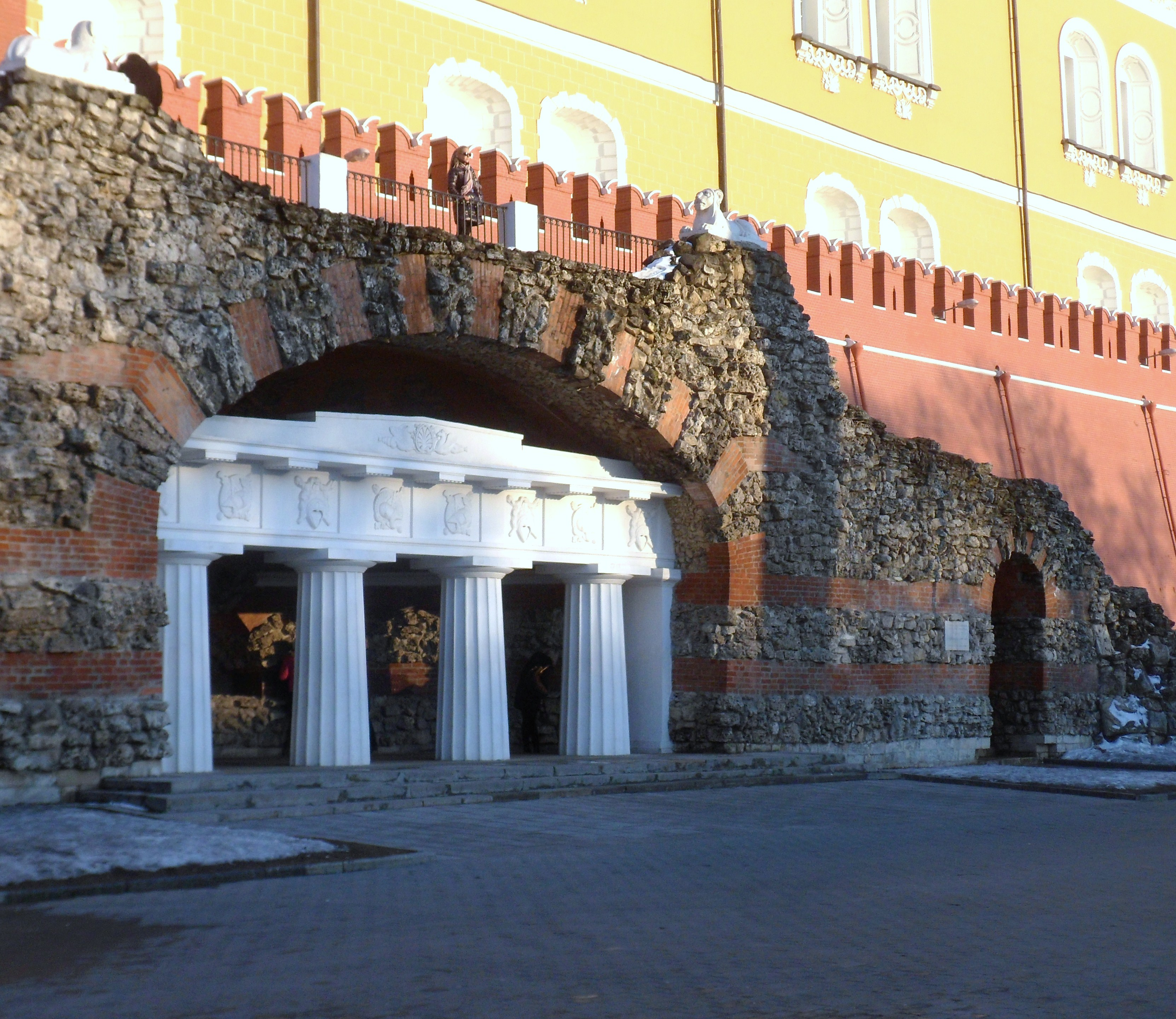
Грот в Олександрівському саду
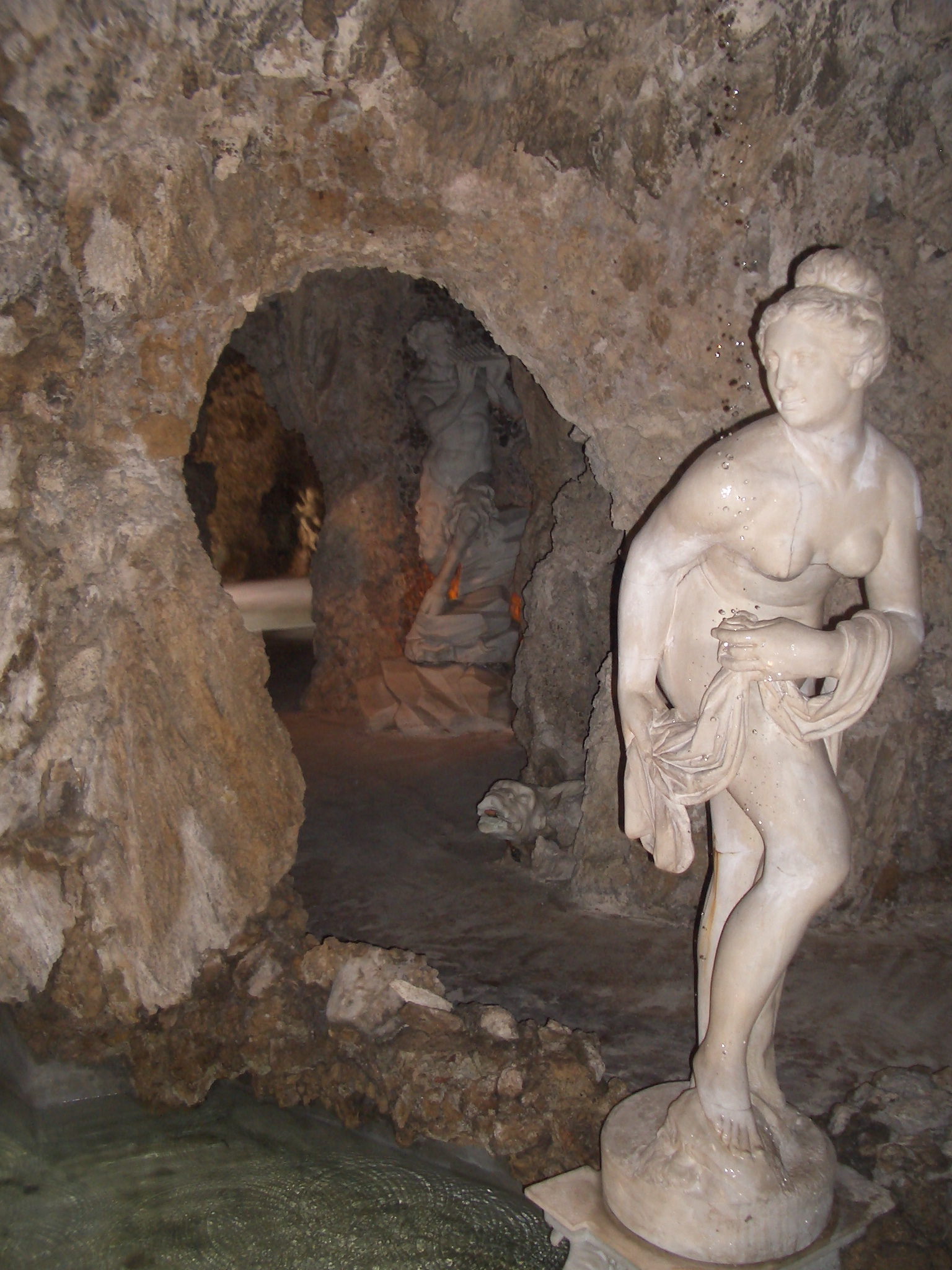
Грот в німфеумі вілли Борромео в Лаїнате біля Мілана.

## Джерело
- Большая Советская энциклопедия, том 19 — статья «Грот (в архитектуре)». 1930 (рос.)